# My Kind of Town
My Kind of Town ist ein Song von Jimmy Van Heusen (Musik) und Sammy Cahn (Text), der 1964 veröffentlicht wurde.
Van Heusen und Cahn schrieben „My Kind of Town“ für den Film Sieben gegen Chicago (Originaltitel: Robin and the 7 Hoods (1964), Regie: Gordon Douglas), mit Frank Sinatra, Dean Martin, Sammy Davis junior, Bing Crosby und Peter Falk in den Hauptrollen. Das Songwriter-Duo steuerte noch eine Reihe weiterer Lieder bei wie I Like to Lead When I Dance und Style.
Der Song erhielt 1965 eine Oscar-Nominierung in der Kategorie Bester Song. Begleitet vom Nelson Riddle Orchestra, sang Sinatra My Kind of Town in dem Film als Tribut an seinen Freund, den Chicagoer Mafiaboss Sam Giancana. Sinatra nahm den Song in den folgenden Jahren in sein Repertoire auf und veröffentlichte ihn auf mehreren seiner LPs, wie A Man and His Music (1965) oder Sinatra at the Sands (1966).
Der Liedtext preist die Stadt Chicago und wiederholt mehrmals die Phrase My Kind of Town, als wolle man sagen My kind of town, Chicago is. Die ersten Zeilen des Lieds lauten:
Now this could only happen to a guy like me
And only happen in a town like this
So may I say to each of you most gratef’lly
As I throw each one of you a kiss.
Frank Sinatra veröffentlichte den Song auf seinem Reprise-Label, gekoppelt mit seinem Erfolgstitel Strangers in the Night (R-23052) bzw. mit That’s Life (REP-0720). Coverversionen von My Kind of Town nahmen in den 1960er-Jahren u. a. Jack Jones, Peter Duchin, Frankie Randall mit dem Marty Paich Orchestra, Al Saxon, Julie London, Count Basie, Dukes of Dixieland, Jackie Gleason und Larry Elgart auf. In späteren Jahren interpretierten auch Ruby Braff, Allan Vaché, Ray Anthony, Ralph Sharon, Biréli Lagrène und Harry Allen den Song.